# Kuzowatowo (osiedle typu miejskiego)
Kuzowatowo (ros. Кузоватово) – osiedle typu miejskiego w Rosji, w obwodzie uljanowskim, ośrodek administracyjny rejonu kuzowatowskiego. W 2010 liczyło 8022 mieszkańców.